# Mariano Yáñez
Mariano Yáñez Tejeda (San Miguel el Grande, Guanajuato, 1814 - Ciudad de México, 8 de diciembre de 1881). Fue un administrador y funcionario mexicano, recordado como uno de los precursores de la institucionalización del Servicio Exterior de Carrera.

## Primeros años y formación
Nació en 1814 en San Miguel el Grande (hoy San Miguel de Allende), Guanajuato, en el seno de una familia tradicional y acomodada de la época, formada por el matrimonio de José Yáñez y de Rosa Tejeda. Mostró tempranamente dedicación por sus estudios y una vocación  por el servicio a los demás. Estudió leyes y ejerció como abogado en sus primeros años laborales.
Contrajo matrimonio con Teresa Ortiz de Montellano Emaurrizar el 26 de julio de 1861.
Ocupó varios cargos representativos de gobierno, mostrando amplia capacidad administrativa funcionario.
Formó parte de la Constitución de 1857.

## Vida política
Su primer nombramiento de mayor relevancia  fue el de ministro de Relaciones Exteriores del 16 al 28 de abril de 1851, antecedente que sirvió de recomendación en cargos posteriores. Ocupó el cargo de ministro de Hacienda del 29 de abril de 1851 al 24 de mayo del mismo año. Consiguientemente, fue nombrado por segunda ocasión ministro de Relaciones Exteriores el 23 de octubre de 1852, fungiendo en ese cargo hasta el 10 de diciembre del mismo año.
Trabajó a favor de la formalidad de pagos, debido a que en era frecuente que los salarios de los funcionarios tuvieran retrasos por la escasez de recursos o la falla del correo.  El servicio diplomático trabajaba con constante incertidumbre de pago y gastando en ocasiones de su propio patrimonio para la manutención de embajadas y puestos a su cargo. [cita requerida]
Yáñez consideraba que era imprescindible que se regularizara el pago de salarios a tiempo. El Decreto del 24 de agosto de 1852, estipuló que las plantillas de personal de Ministerio de Relaciones Exteriores debía reducir su número de empleados de 21 a 17. Igualmente decretaba que el ingreso del personal debía hacerse mediando un concurso de méritos; con esto Yáñez buscaba impedir que algún cambio político perturbara a la administración pública.
Su trabajo fue considerado siempre como muy escrupuloso e inflexible dentro de la Cancillería [cita requerida]. En una ocasión destituyó al representante en Francia de su cargo por haber desatendido ciertas instrucciones. Consideraba muy grave haber desatendido en un momento de coyuntura vital para la patria que podría haber tenido grandes repercusiones.[cita requerida]

## Contexto histórico
Al presidente Mariano Arista le correspondió un periodo verdaderamente difícil de la historia nacional. Principalmente la inestabilidad fue lo más característico de la época. Los levantamientos y asonadas de la época que finalizaron con el Plan de Guadalajara [cita requerida], que impedía a Santa Anna volver al país. [cita requerida]
Igualmente las relaciones con Europa eran tensas, caracterizadas por una serie de reclamos diplomáticos a favor de acreedores extranjeros con lo que el gobierno representante no había contraído sus obligaciones o por la demanda de indemnización por daños y perjuicios posiblemente causados por el gobierno presente. 
Especialmente Mariano Arista tuvo que aceptar gravosas condiciones de pago de Inglaterra provenientes de la deuda externa y otro tipo de obligaciones.

## Otros trabajos y muerte
Durante su gestión como ministro se preocupó por la regularización de los aspectos administrativos que llevaron a la agilización del desempeño de la cancillería interna e externa.  
Tras su labor en el campo de la administración pública, Yáñez se retiró al ámbito privado. Sin embargo tuvo varios jóvenes diplomáticos y administradores discípulos que buscaban su consejo, confiando en su juicio y sabiduría.[cita requerida] Falleció en la Ciudad de México el 8 de diciembre de 1881; fue sepultado en el Panteón del Tepeyac.